# Nkongsamba
Nkongsamba é uma cidade dos Camarões localizada na província de Litoral. Nkongsamba é a capital do departamento de Moungo.